# Dampierre-sous-Bouhy
Dampierre-sous-Bouhy är en kommun i departementet Nièvre i regionen Bourgogne-Franche-Comté i de centrala delarna av Frankrike. Kommunen ligger i kantonen Saint-Amand-en-Puisaye som tillhör arrondissementet Cosne-Cours-sur-Loire. År 2022 hade Dampierre-sous-Bouhy 456 invånare.

## Befolkningsutveckling
Antalet invånare i kommunen Dampierre-sous-Bouhy
| Referens: INSEE |